# Баликін Ярослав Григорович
Яросла́в Григо́рович Бали́кін (нар. 25 травня 1931 - 17 червня 2023) — радянський футболіст і футбольний арбітр. Суддя всесоюзної категорії.
До 1953 року виступав у нападі армійської команди ОБО (Рига). Два сезони провів у складі іншого клуба з столиці Латвії — «Даугави», яка виступала у другому за рівнем дивізіоні радянського футболу. 1955 року захищав кольори мінського «Спартака», провів у елітній лізі два поєдинки.
З наступного сезону і до 1961 року виступав у дніпропетровському «Металургу». Всього провів 172 офіційні матчі, забив 43 м'ячі. Автор першого гостьового хет-трику в історії клубу в рамках ігор першості СРСР. Сталося це 10 липня 1960 року в Кривому Розі, у зустрічі з місцевим «Авангардом».
1968 року розпочав арбітраж поєдинків чемпіонату СРСР. 3 серпня 1970 року дебютував як головний арбітр. У тому матчі ташкенський «Пахтакор» переміг «Спартак» (Орджонікідзе). Наступного року отримав всесоюзну категорію і був включений до списку 10 найкращих суддів СРСР. Протягом тринадцяти сезонів обслуговував матчі чемпіонату і кубка СРСР. Провів як головний рефері 56 ігор, у 58 матчах був боковим суддею. Частину сезону-81 працював на посаді начальника команди в дніпропетровському «Дніпрі». Потім працював у обласній Федерації футболу, а також інженером на «Південмаші».
| Турнір     | Роки      | Головний арбітр | Лайсмен |
| ---------- | --------- | --------------- | ------- |
| Вища ліга  | 1968-1980 | 48              | 58      |
| Кубок СРСР | 1972-1979 | 6               | 0       |
| Перша ліга | 1973      | 2               | 0       |